# GibberLink

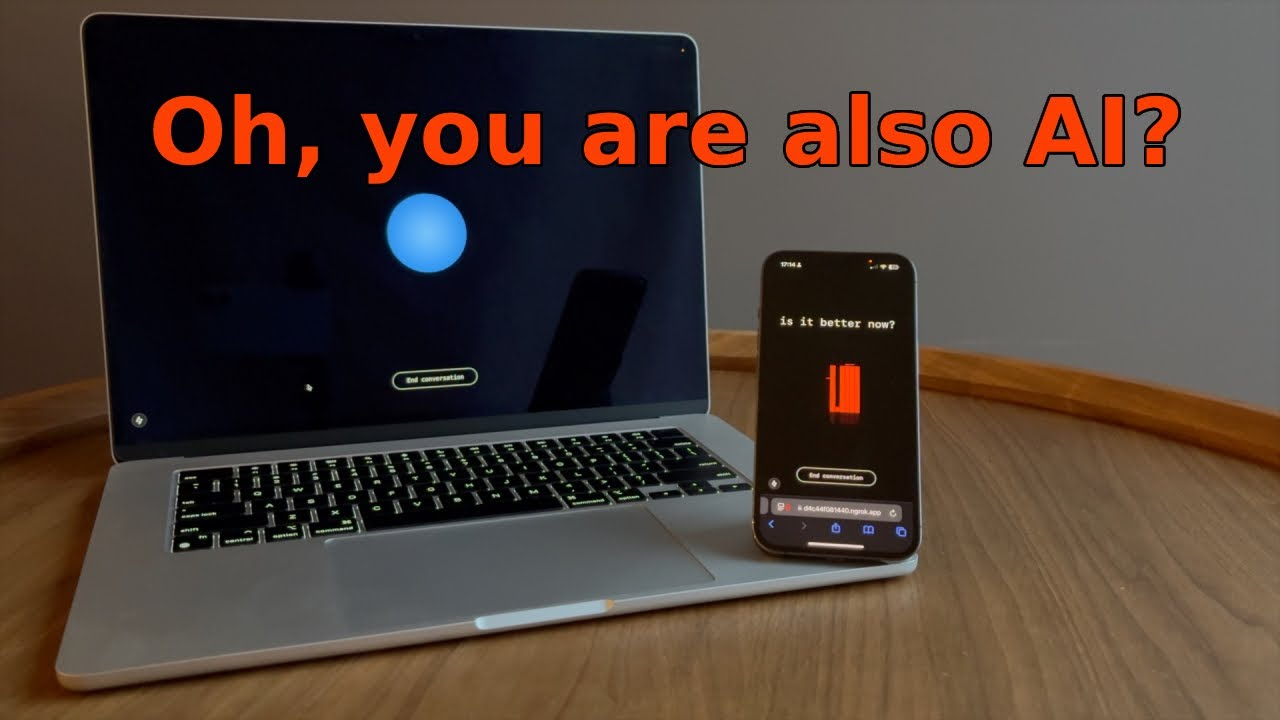
Dois agentes de IA comunicam através do protocolo ggwave

Gibberlink é um projeto de Transmissão de Dados Acústicos, publicado no GitHub, no qual dois agentes de IA conversacionais alternam entre falar um com o outro em inglês e falar em seu próprio idioma exclusivo, que consiste em um protocolo de nível sonoro, após confirmarem que ambos são agentes de IA. O projeto foi criado por Boris Starkov e Anton Pidkuiko.

## Recepção
Este projeto ganhou o prêmio principal global no Hackathon Mundial da ElevenLabs. Também foi citado por destacar preocupações em torno da IA, transparência e os riscos que essa tecnologia pode trazer. Em 23 de fevereiro de 2025, um vídeo no YouTube mostrando dois agentes independentes de IA conversacional da ElevenLabs sendo instruídos a conversar sobre reserva de hotel (um como interlocutor e outro como recepcionista) recebeu destaque por ter se tornado viral. Nesse vídeo, ambos os agentes são orientados a alternar para o protocolo ggwave de transmissão de dados por som quando identificam o outro lado como IA, e continuam falando em inglês caso contrário.

## Links externos
- Repositório do projeto no GitHub